# IC 5152
IC 5152是一个距离地球约580万光年的不规则星系，位于印第安座。它由迪萊爾·斯圖爾特于1908年发现。关于它是否为本星系群边缘处的成员仍是个问题。它是最容易当成恒星的星系之一，但由于有一颗明亮的前景星阻挡视线，使得进一步观测比较困难。